# Inkigayo
Inkigayo er et sydkoreansk musik-tv-program udsendt af SBS. Showet havde premiere den 15. december 1991.